# 艾伯塔省卡加利聖殿
艾伯塔卡加利聖殿（英語：Calgary Alberta Temple）是耶稣基督后期圣徒教会的第140座聖殿，也是艾伯塔省的第三座聖殿。第一座，以前称为艾伯塔聖殿，建于1923年，位于卡德斯顿。艾伯塔埃德蒙顿聖殿于1999年奉獻。
2020年，由於冠状病毒大流行艾伯塔卡加利聖殿被關閉。